# 한국단감연합회
한국단감연합회는 회원간 상호협력 및 정보교환으로 생산에서 유통,수출,연구까지 자율적,전문적,시장탄력적으로 대응함으로써 생산농업인의 소득증대와 단감산업의 발전을 도모할 목적으로 2009년 11월 30일 설립된 대한민국 농림수산식품부 소관의 사단법인이다. 사무실은 서울특별시 중구 충정로1가 75번지에 있다.

## 주요 사업
- 단감의 판매 및 소비촉진을 위한 홍보사업
- 단감의 판로확대 및 신규시장 개척을 위한 국내외 시장조사
- 고품질 단감생산을 위한 회원에게 실시하는 교육
- 과잉생산된 단감의 산지폐기 등 단감가격안정을 위한 사업